# (2406) Orelskaya
(2406) Orelskaya est un astéroïde de la ceinture principale.

## Description
(2406) Orelskaya est un astéroïde de la ceinture principale. Il fut découvert le 20 août 1966 à Naoutchnyï par l'Observatoire d'astrophysique de Crimée. Il présente une orbite caractérisée par un demi-grand axe de 2,19 UA, une excentricité de 0,16 et une inclinaison de 2,3° par rapport à l'écliptique.

## Compléments